# Sarcogyps calvus
Sarcogyps calvus е вид птица от семейство Ястребови (Accipitridae), единствен представител на род Sarcogyps. Видът е критично застрашен от изчезване.

## Разпространение
Видът е разпространен в Бангладеш, Виетнам, Индия, Камбоджа, Китай, Лаос, Мианмар, Непал и Тайланд.